# アンネリース・クッパー
アンネリース・クッパー（Anneliese Kupper, 1906年7月21日 - 1987年12月8日）は、ドイツのソプラノ歌手。
下シレジアのグラッツ（現クウォツコ）の生まれ。ブレスラウ大学で音楽学と教育学を専攻し、1926年からブレスラウのウルスラ会修道院学校の音楽講師として働く。その傍らでヘートヴィヒ・シュミッツ＝シュヴェイカーに声楽を学んだ。1935年にブレスラウの歌劇場において、モーツァルトの《魔笛》で第二の童子役で初舞台を踏んだ。1936年からシュヴェリーン、1938年からヴァイマル、1940年からハンブルクの各歌劇場を渡り歩き、1946年から1966年までバイエルン国立歌劇場で活躍した。1944年にはバイロイト音楽祭でワーグナーの《ニュルンベルクのマイスタージンガー》のエファ役で出演し、1960年にも《ローエングリン》のエルザ役で出演している。客演も多くこなし、1942年にはストックホルム王立劇場、1943年にはブルガリアのソフィア歌劇場、1950年と1952年にはザルツブルク音楽祭、1951年と1953年にはコヴェントガーデン王立歌劇場、1953年にはパリ・オペラ座、1954年にはローマ歌劇場、1958年にはバルセロナのリセウ大劇場とウィーン国立歌劇場にそれぞれ客演している。
1956年からはミュンヘン音楽大学で教鞭をとり、カールスルーエ音楽大学でも教えた。
ミュンヘン近郊ハールにて死去した。

## 註
1. ↑  http://www.bach-cantatas.com/Bio/Kupper-Annelies.htm